# Autoritatea Europeană a Muncii
Autoritatea Europeană a Muncii (ELA) este o agenție a Uniunii Europene care are rolul de a coordona și sprijini aplicarea legislației UE referitoare la mobilitatea forței de muncă. Activitățile sale au început pe 17 octombrie 2019. Aceasta are sediul în Bratislava.

## Misiune
ELA a fost creată pentru a sprijini statele membre și Comisia Europeană în asigurarea aplicării corecte, simple și eficiente a reglementărilor UE privind mobilitatea muncii și coordonarea securității sociale. Agenția joacă un rol esențial în facilitarea mobilității forței de muncă în Europa, în special prin activitățile rețelei Serviciilor Europene de Ocupare a Forței de Muncă (EURES).

## Activitate
Autoritatea are ca activități:
- oferă acces la informații despre mobilitatea forței de muncă pentru indivizi, angajatori și partenerii sociali.
- coordonează rețeaua EURES și sprijină statele membre în promovarea corespondenței transfrontaliere a locurilor de muncă.
- coordonează și sprijină statele membre în efectuarea inspecțiilor transfrontaliere pentru a întări aplicarea regulilor UE.
- facilitează cooperarea și schimbul de informații între statele membre.
- oferă formare pentru autoritățile naționale și partenerii sociali implicați în mobilitatea muncii și coordonarea securității sociale.
- furnizează servicii de mediere în disputele transfrontaliere între statele membre ale UE.
- realizează analize și evaluări ale riscurilor legate de mobilitatea forțată a muncii transfrontaliere.
- colaborează cu sindicatele și organizațiile de angajatori în domeniul mobilității forțate a muncii și coordonării securității sociale.
- promovează partajarea cunoștințelor despre instrumentele digitale și soluțiile inovative pentru mobilitatea muncii.

## EURES
Serviciul European de Mobilitate a Forței de Muncă (EURES) este o rețea de servicii pentru mobilitatea muncii în Uniunea Europeană, care are scopul de a ajuta lucrătorii și angajatorii să găsească oportunități de muncă transfrontaliere.
EURES contribuie la reducerea șomajului, îmbunătățirea accesului la o varietate de talente și la integrarea mai ușoară a lucrătorilor în noile lor locuri de muncă, făcând procesul de relocare și adaptare mai simplu.

### Caracteristici
- Oferă acces la informații despre mobilitatea forței de muncă.
- Facilitează conectarea angajatorilor cu lucrători din diverse țări.
- Sprijină integrarea și relocarea lucrătorilor în diverse state membre.
- Oferă suport pentru adaptarea la noile locuri de muncă și sistemele de securitate socială,
- Promovează utilizarea platformelor online pentru acces la locuri de muncă și servicii.

## Istoric
Agenția a fost propusă pentru prima dată de Jean-Claude Juncker, Președintele Comisiei Europene, în cadrul discursului său din 2017 despre starea Uniunii Europene. Pe 13 februarie 2018, Comisia Europeană a prezentat primul proiect de reglementare pentru înființarea autorității. Pe 14 februarie 2019, Parlamentul și Consiliul UE au ajuns la un acord provizoriu privind propunerea. Pe 13 iunie 2019, Comisia a anunțat că Bratislava, Slovacia va fi orașul gazdă al agenției.
Agenția s-a mutat de la Bruxelles la sediul oficial din Bratislava pe 1 septembrie 2021 și a semnat acordul privind sediul cu Slovacia pe 16 octombrie 2021.